# Condado de Davie
El condado de Davie (en inglés: Davie County, North Carolina), fundado en 1836, es uno de los 100 condados del estado estadounidense de Carolina del Norte. En el año 2000 tenía una población de 34 835 habitantes con densidad poblacional de 51 personas por km². La sede del condado es Mocksville.

## Geografía
Según la Oficina del Censo, el condado tiene un área total de 692 km² (267,2 mi²), de la cual 686 km² (264,9 mi²) es tierra y 5 km² (1,9 mi²) es agua.

### Municipios
El condado se divide en siete municipios: Municipio de Calahaln, Municipio de Clarksville, Municipio de Farmington, Municipio de Fulton, Municipio de Jerusalem, Municipio de Mocksville y Municipio de Shady Grove.

### Condados adyacentes
- Condado de Yadkin norte
- Condado de Forsyth noreste
- Condado de Davidson sureste
- Condado de Rowan sur
- Condado de Iredell oeste

## Demografía
En el 2000 la renta per cápita promedia del condado era de $40 174, y el ingreso promedio para una familia era de $47 699. El ingreso per cápita para el condado era de $21 359. En 2000 los hombres tenían un ingreso per cápita de $33 179 contra $24 632 para las mujeres. Alrededor del 8.60% de la población estaba bajo el umbral de pobreza nacional.

## Lugares

### Ciudades, pueblos

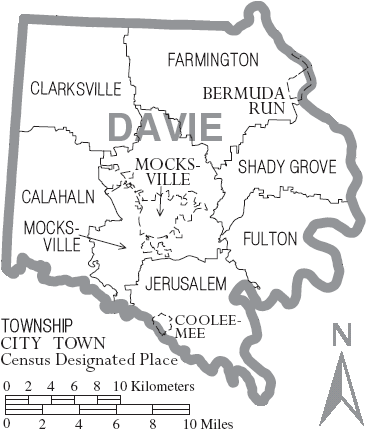
Mapa del Condado de Davie (Carolina del Norte) con el municipio de etiquetas y Municipal

- Bermuda Run
- Cooleemee
- Mocksville

### Comunidades incorporadas
- Advance
- Cornatzer
- Farmington
- Hillsdale
- Sheffield
- Viking